# Parc national de Skuleskogen
Vous lisez un « article de qualité » labellisé en 2012.
Le parc national de Skuleskogen est un parc national situé dans le Västernorrland, sur la côte de la mer Baltique, dans le Nord de la Suède. Il recouvre 30,62 km2, constituant la partie orientale de la forêt de Skule.
Le parc est caractérisé par un relief très accidenté avec de nombreux sommets rocheux, dont le plus haut est Slåttdalsberget, s'élevant directement de la mer pour culminer à 280 m d'altitude. La topographie est en outre marquée par la présence de profondes crevasses et de grottes. Ce relief particulier se retrouve dans toute la région environnante appelée la Haute Côte, ainsi nommée car elle constitue la plus haute section de la côte de la mer Baltique. Cette région est de nos jours principalement connue comme un site privilégié de l'observation du phénomène de rebond post-glaciaire. En effet, l'essentiel de la région était sous la mer il y a moins de 10 000 ans, après la fonte de l'inlandsis qui la recouvrait. Mais à la faveur de la fonte de cette masse de glace qui le pressait, le sol s'élève d'année en année, la vitesse actuelle étant de 8 mm/an.
Les hommes ont laissé leurs marques dans le parc, bien qu'ils ne s'y soient probablement jamais vraiment établis. On peut encore voir les nombreux cairns funéraires de l'âge du bronze accumulés le long de l'ancienne ligne de côte. Par la suite, la forêt était principalement exploitée comme terre de pâture. Les choses changèrent au milieu du XIXe siècle lorsque l'exploitation du bois se répandit dans le pays, affectant presque totalement la forêt du parc. Cette exploitation s'arrêta cependant dès la fin du siècle, de sorte que la forêt actuelle est dominée par des arbres ayant au plus une centaine d'années. Cette forêt a donc pu reconstituer une partie de sa richesse ancestrale, et abrite ainsi une faune et flore importantes, avec plusieurs espèces menacées, telles que le lichen Dolichousnea longissima, qui est devenu un symbole du parc. Cette richesse géologique et biologique a amené la création du parc national en 1984, puis l'inclusion du parc avec le reste de la Haute Côte en 2000 sur la liste du patrimoine mondial de l'UNESCO.
De nos jours, malgré son éloignement des zones à forte densité démographique, le parc est un site touristique relativement important avec 20 000 visiteurs par an. La principale attraction du parc est la crevasse de Slåttdalskrevan, profonde de 40 m, facilement accessible par les nombreux sentiers de randonnée dont le Höga Kustenleden, parcourant toute la Haute Côte.

## Toponymie
Le parc national tire son nom de la forêt de Skuleskogen dont il constitue la partie orientale. Le nom Skuleskogen signifie en suédois « la forêt de Skule », le mot Skule étant fréquent dans les toponymes à proximité, avec par exemple Skuleberget (« la montagne de Skule »), Skulesjön (« le lac de Skule ») ou encore les villages Skule et Skulnäs. Cependant, il y a débat quant à savoir quel toponyme est apparu en premier et s'est ensuite transmis aux autres, ainsi que la signification de ce toponyme.
Une première hypothèse est que le nom serait issu de la montagne Skuleberget, celle-ci étant un point particulièrement notable dans le paysage et aurait donc été rapidement nommée. Ce nom apparaît déjà en 1539 sous la forme Scyla mons et pourrait dériver de skjul signifiant « cachette », la fameuse grotte dans la montagne ayant été dans le passé un refuge pour les brigands. Une autre hypothèse est que le nom viendrait du village de Skule ; Skuleskogen serait alors « la forêt sur la route de Skule » ou « la forêt qui appartient à Skule », Skule étant le village autorisé à pratiquer la pâture dans la forêt. Cette dernière hypothèse ne signifie pas que la montagne ne possédait pas de nom auparavant, mais celui-ci aurait pu être un nom que l'on ne devait pas prononcer, comme c'est le cas en plusieurs endroits dans le pays, un autre nom non interdit finissant alors par entrer dans les usages et remplacer l'ancien.

## Géographie

### Localisation et frontières
Le parc national de Skuleskogen est situé dans les communes d'Örnsköldsvik et de Kramfors du comté de Västernorrland, dans la province historique d'Ångermanland. Il est à 27 km au sud de la ville d'Örnsköldsvik et 40 km au nord-est de la ville de Kramfors, chefs-lieux respectifs des communes susnommées. Il recouvre une superficie de 3 062 ha dont 282 ha sur le domaine maritime, le parc se trouvant en effet le long de la côte de la mer Baltique.

### Relief

Carte du parc

Le parc est inclus dans la région nommée Haute Côte, une zone au relief très accidenté, formant un type de paysage appelé en Suède « Paysage de vallée de fracture » (sprickdalslandskap) : un paysage découpé de nombreuses petites vallées formées par l'érosion de fractures (diaclases) et de failles dans le socle rocheux. La Haute Côte est généralement définie comme la portion de la côte est de Suède entre les villes d'Härnösand et Örnsköldsvik. Le nom de cette région tient du fait qu'il s'agit de la plus haute section de la côte de la mer Baltique, de nombreux sommets s'élevant de la mer pour atteindre une altitude de 200 à 250 m. Ce relief escarpé se prolonge même sous la surface de l'eau ; ainsi, c'est dans cette région que se trouve le point le plus profond de la mer de Botnie, Ulvödjupet, avec 293 m de profondeur. Le parc lui-même couvre la partie orientale de la forêt de Skuleskogen, caractérisée par un relief formant une sorte de mur séparant le nord et le sud.

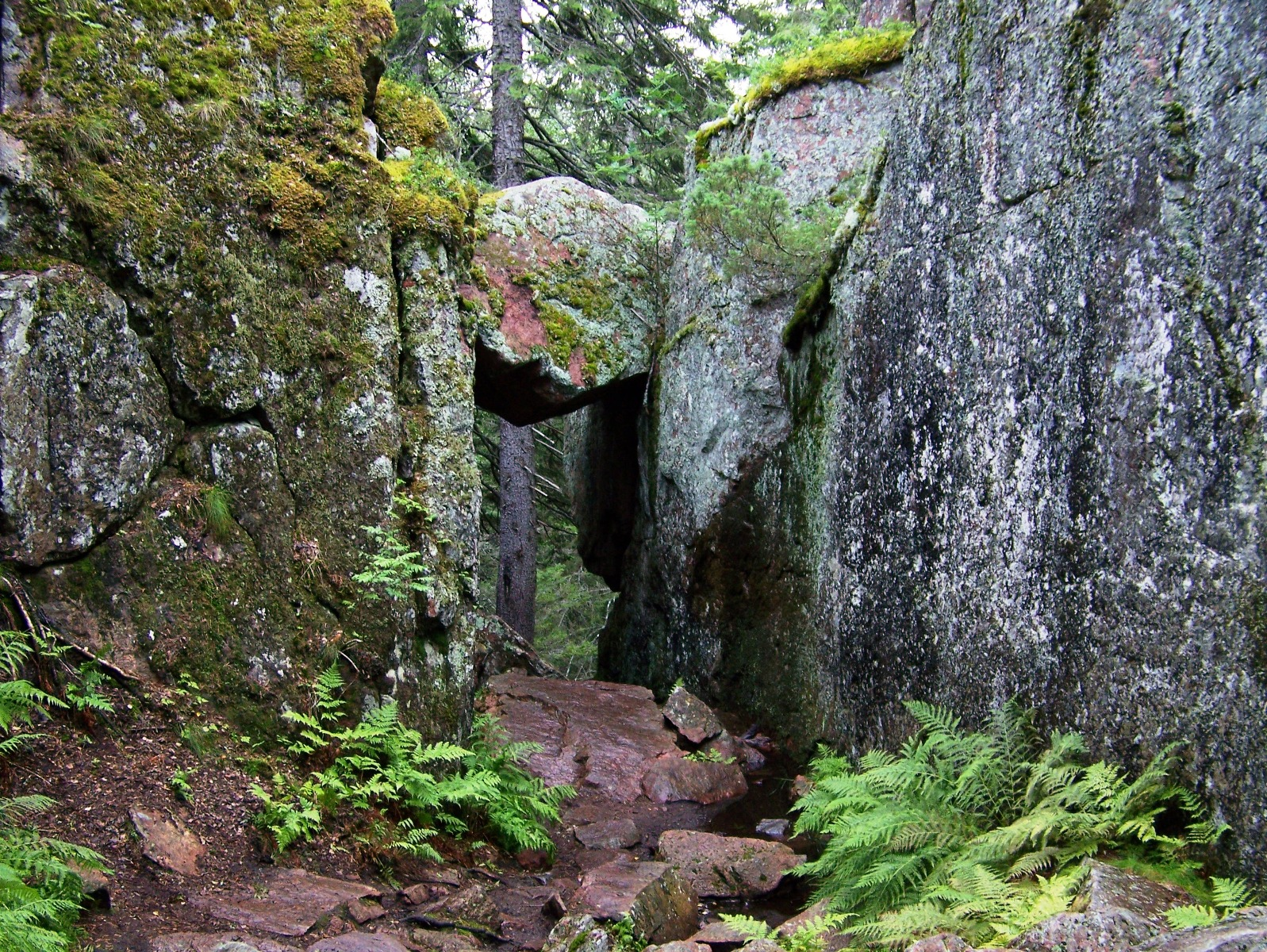
Trollporten, dans le parc

La topographie du parc est caractérisée par ces petites vallées de fractures, certaines prenant même l'apparence de véritables crevasses, la plus impressionnante étant Slåttdalskrevan, avec 40 m de haut et 200 m de long pour une largeur de 8 m, mais figure aussi Trollporten (la « porte des trolls »), une petite crevasse célèbre pour le rocher bloqué en haut. Un autre élément caractéristique est la présence de plusieurs grottes, bien que la plus célèbre, Skulegrottan, dans la montagne Skuleberget, ne soit pas dans le parc. Le plus haut sommet du parc est Slåttdalsberget, culminant à 280 m d'altitude.

### Climat
Le parc national est baigné d'un climat subarctique (Dfc selon la classification de Köppen). L'influence maritime explique que les débuts d'été sont plutôt plus froids que dans les terres, mais les automnes sont au contraire plus doux. La topographie implique d'importantes variations locales.
Le climat est humide, avec environ 700 mm de précipitations par an, dont plus d'un tiers sous forme de neige, formant une couverture neigeuse durant en moyenne 175 jours. Le printemps est la saison la plus sèche, et, certaines années, cette relative sécheresse a des conséquences importantes sur le milieu naturel, d'autant que l'épaisseur de la terre souvent faible retient difficilement l'humidité. Dans ces régions qui furent fortement affectées par les pluies acides, les relevés indiquent que la situation s'améliore, le pH des précipitations augmentant doucement.
| Mois                     | jan. | fév. | mars | avril | mai  | juin | jui. | août | sep. | oct. | nov. | déc. | année |
| ------------------------ | ---- | ---- | ---- | ----- | ---- | ---- | ---- | ---- | ---- | ---- | ---- | ---- | ----- |
| Température moyenne (°C) | −9   | −8,2 | −4,3 | 0,9   | 6,7  | 12,4 | 14,1 | 12,3 | 7,5  | 3    | −3,3 | −6,9 | 2,1   |
| Précipitations (mm)      | 51,1 | 40,5 | 44,9 | 37,9  | 43,6 | 52,6 | 81,7 | 80,9 | 84,6 | 71   | 75,6 | 63,1 | 727,4 |

### Hydrographie

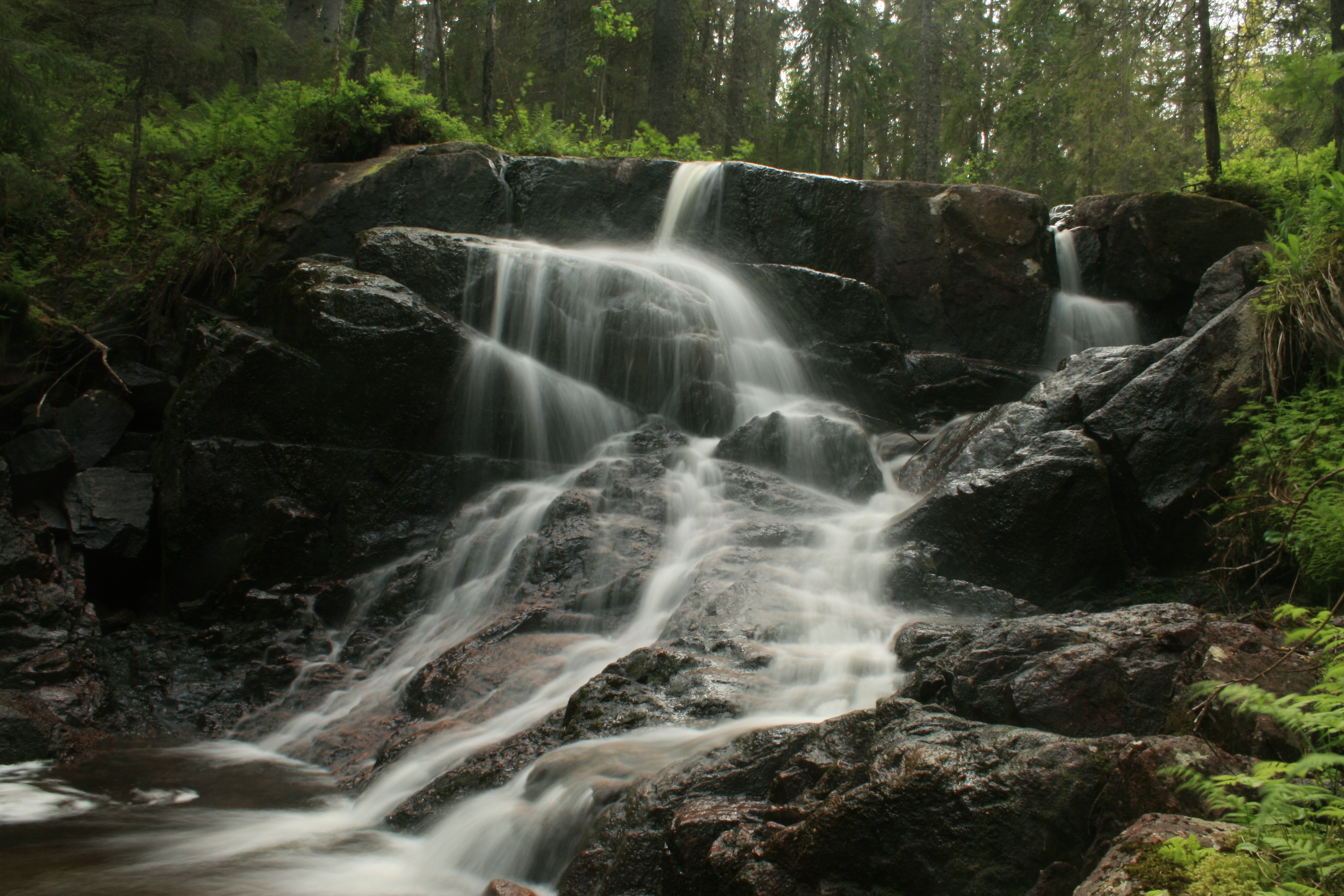
Petite cascade sur le ruisseau Skravelbäcken

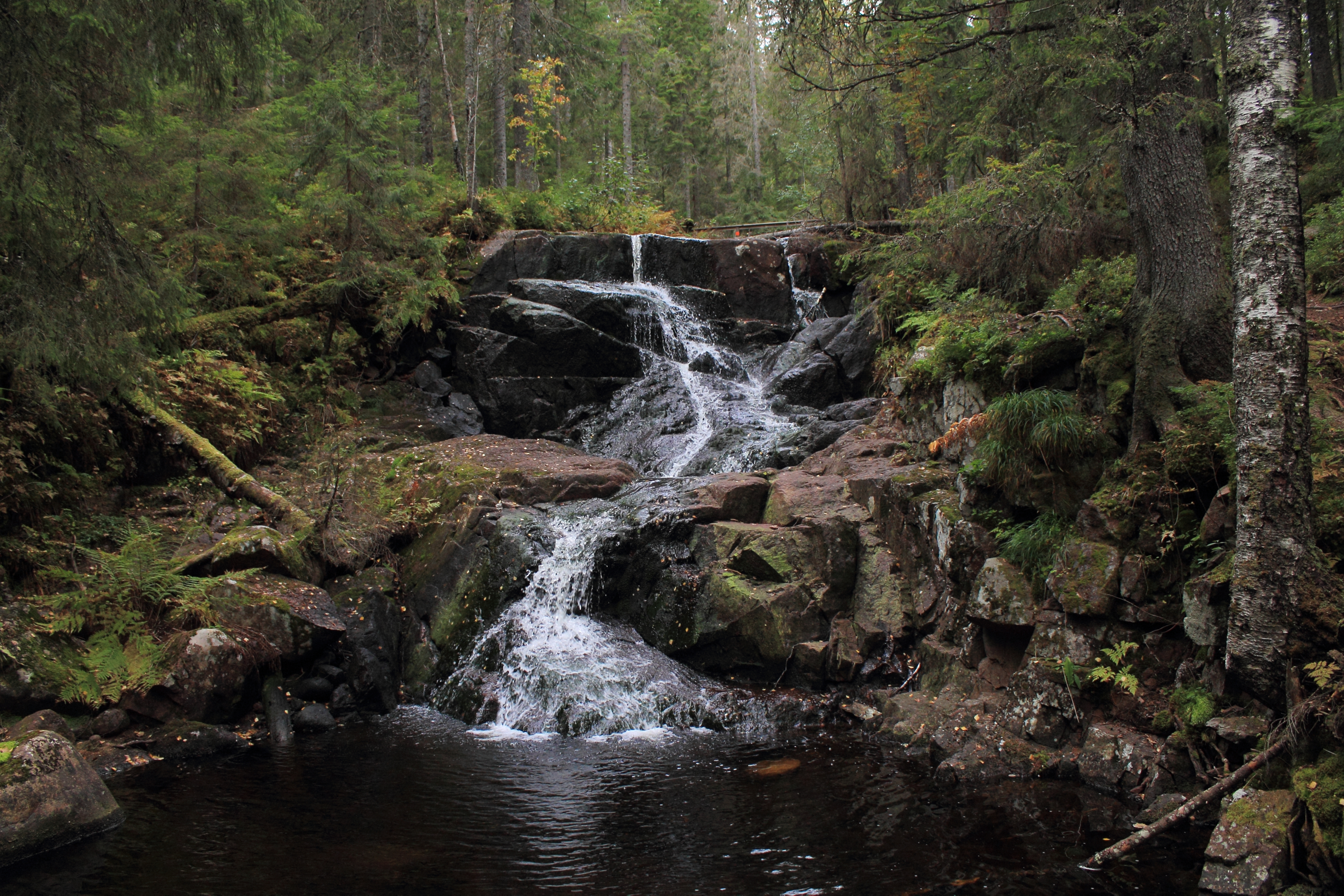
La même petite cascade vue d'un peu plus loin à un autre moment. Septembre 2016.

Le parc est parcouru par plusieurs ruisseaux alimentant plusieurs lacs. Les principaux lacs sont Tärnättvattnen (7,9 ha) et Stocksjön (6,1 ha), appartenant au bassin versant du ruisseau Skravelbäcken, et Långtjärnen (3,9 ha), appartenant au bassin versant du ruisseau Nylandsbäcken. Une partie non négligeable du parc (125 ha) est constituée de tourbières.

## Géologie

### Socle rocheux

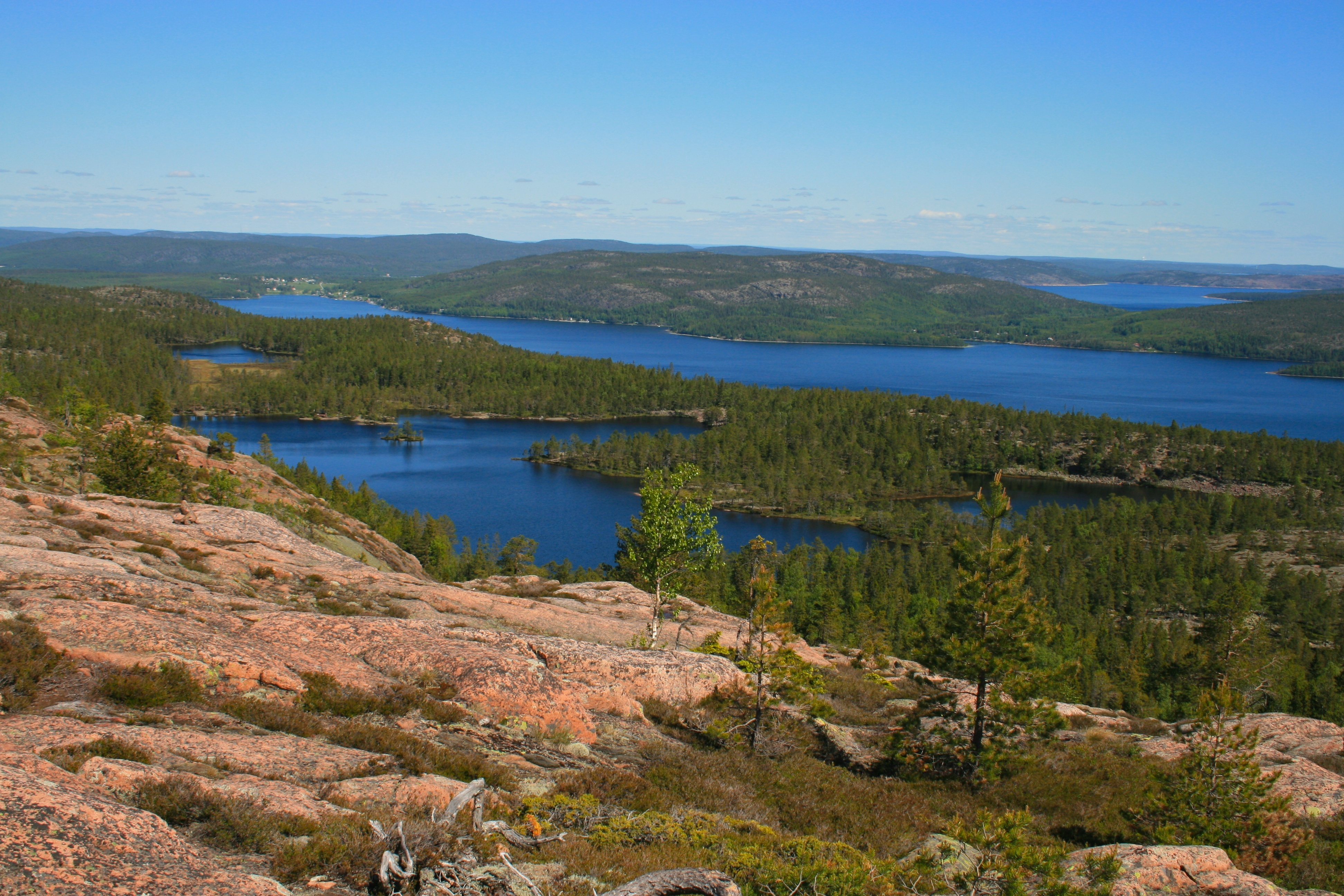
Vue depuis Slåttdalsberget. On voit bien la couleur caractéristique du granite de Nordingrå au premier plan.

La roche principale du parc est le granite de Nordingrå, le parc appartenant à tout un ensemble appelé massif de Nordingrå. Il s'agit d'un granite rapakivi, formé il y a environ 1 500 millions d'années. Il possède une couleur caractéristique très rouge et s'érode facilement. Au nord-est du parc, on trouve aussi de la diabase, qui s'est formée il y a 1 200 millions d'années dans des failles du massif de Nordingrå. Alors que le granite forme un substrat très pauvre en nutriments, la diabase constitue au contraire un terrain très fertile, ce qui permet une végétation plus riche.
Le parc national est traversé par plusieurs failles, comme le reste de la Haute Côte. Ces failles ont été comblées par des dépôts que l'érosion marine a parfois enlevés par la suite. Un des exemples les plus marquants de ce phénomène est Slåttdalsskrevan, à l'est du parc : une crevasse de 40 m de haut et 200 m de long, qui fait partie des sites les plus visités du parc. Cette crevasse était une faille comblée par une veine de diabase, mais qui fut érodée depuis, en partie par la mer.

### La Haute Côte

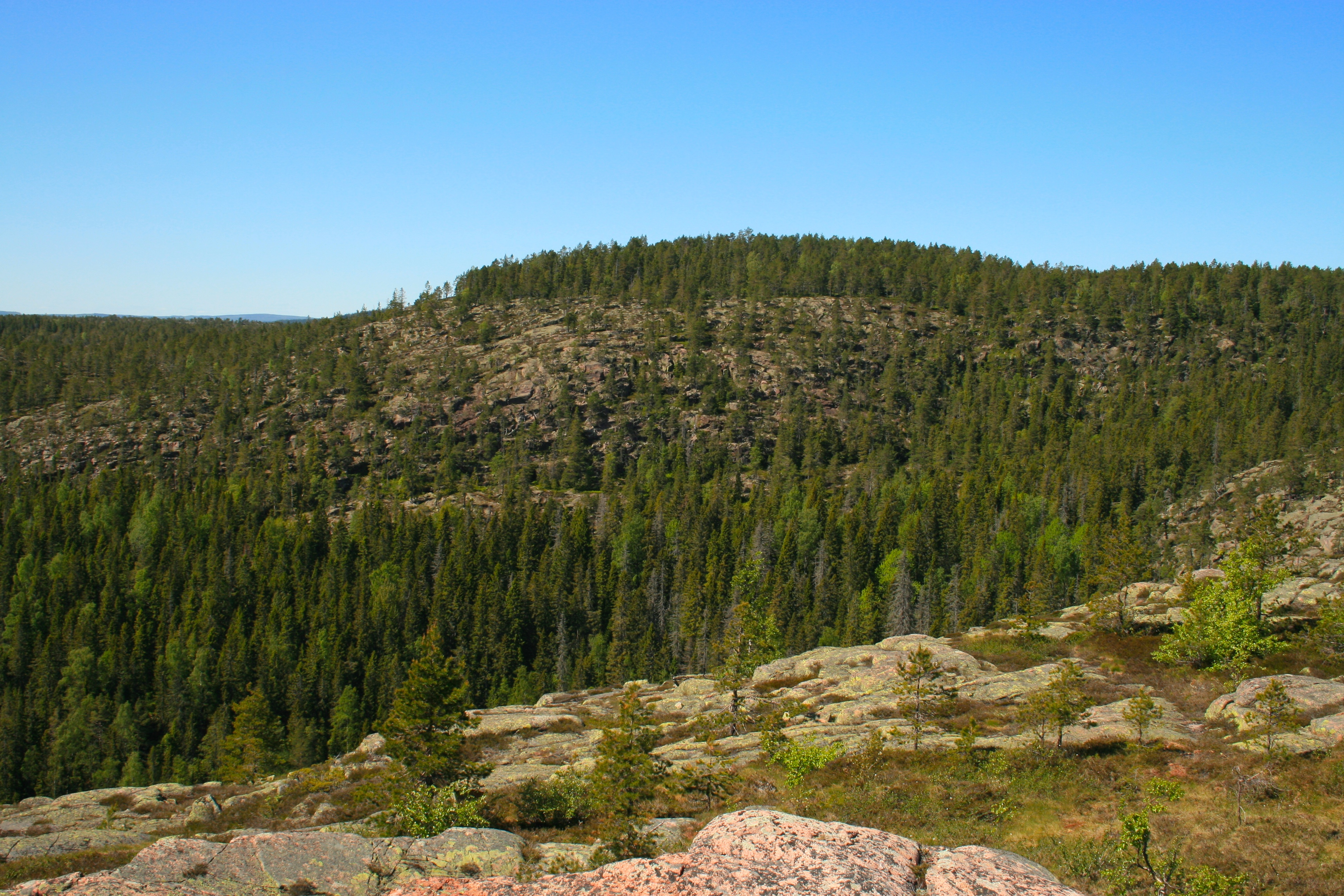
Une Kalottberg (montagne avec une calotte boisée) vue depuis Slåttdalsberget, une des marques du rebond post-glaciaire

Lors du maximum de la dernière glaciation, il y a 20 000 ans, l'inlandsis, qui recouvrait tout le Nord de l'Europe, avait son centre dans la mer près de la Haute Côte. L'épaisseur de la glace atteignait alors 3 km, exerçant une pression importante sur le sol, qui se situait ainsi 800 m en dessous du niveau actuel de la Haute Côte. Lors de la fonte de la glace, le sol remonta progressivement, phénomène appelé rebond post-glaciaire, à un rythme de 8 mm/an. La zone se libéra des glaces il y a seulement 9 600 ans. Au fur et à mesure de l'émergence des terres du lac Ancylus (ancêtre de la mer Baltique), les vagues affectèrent le terrain du parc. La ligne de côte de l'époque se trouve maintenant à 285 m d'altitude, mesurée au niveau de Skuleberget, au sud-ouest du parc national, ce qui constitue un record absolu. Les sommets du parc constituaient à l'époque des îles,. L'ancienne ligne de côte est notamment rendue visible par les calottes de végétation, qui ont couvert les zones non-immergées après le retrait des glaciers, expliquant le nom Kalottberg (« montagne à calotte ») donné à certaines montagnes de la région et du parc. Ces calottes de végétation avaient pu s'installer car, à ces niveaux, les moraines ne furent pas érodées par les vagues et elles constituèrent donc une attache pour la végétation.
Le phénomène de rebond isostatique continue encore de nos jours. Il se concrétise, par exemple au niveau du parc, par le fait que l'île Tärnättholmarna devient de plus en plus une presqu'île. De même, la baie de Salsviken est maintenant un lac isolé de la mer par une petite bande de sable.

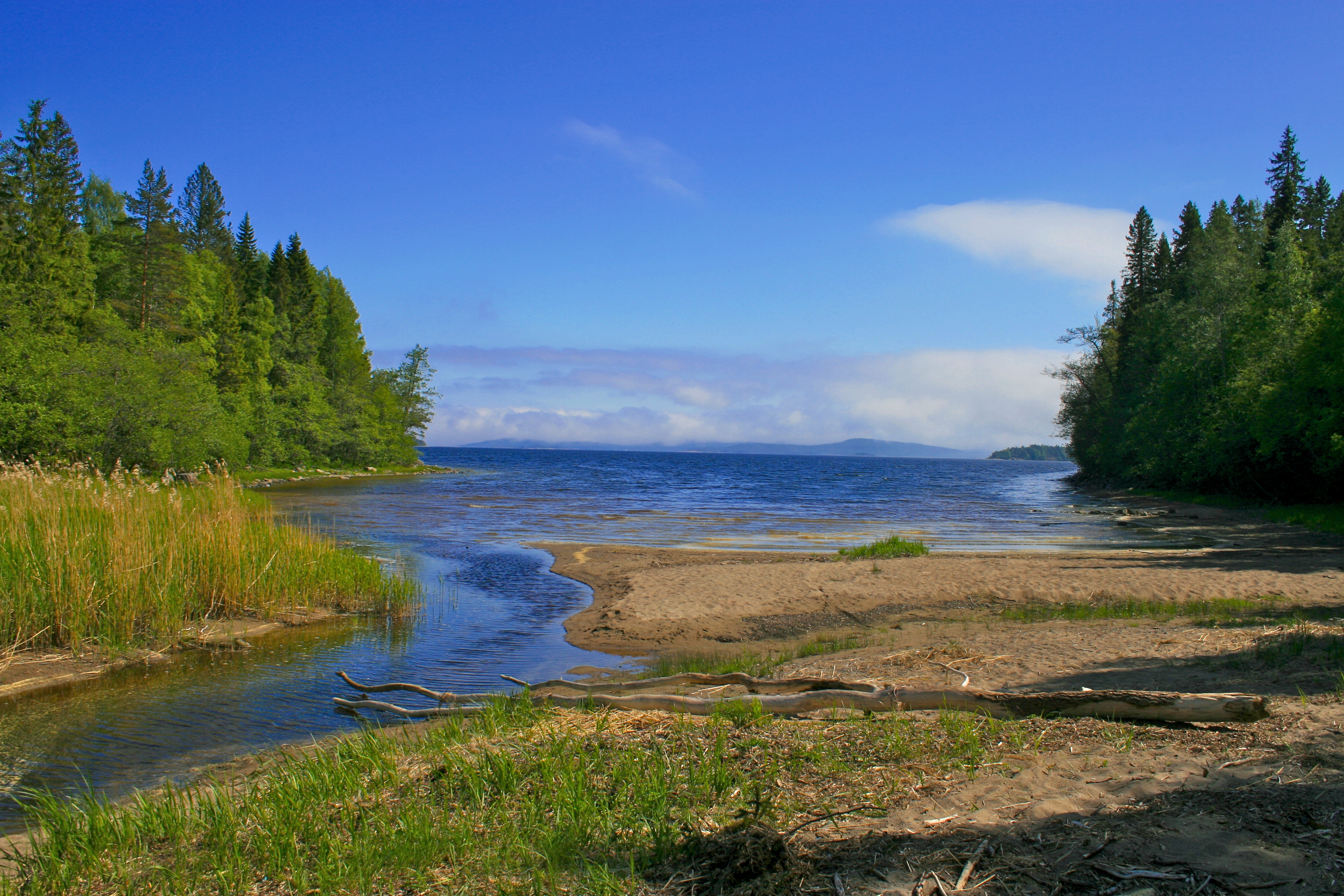
Zone sableuse séparant la baie de Salsviken de la mer.
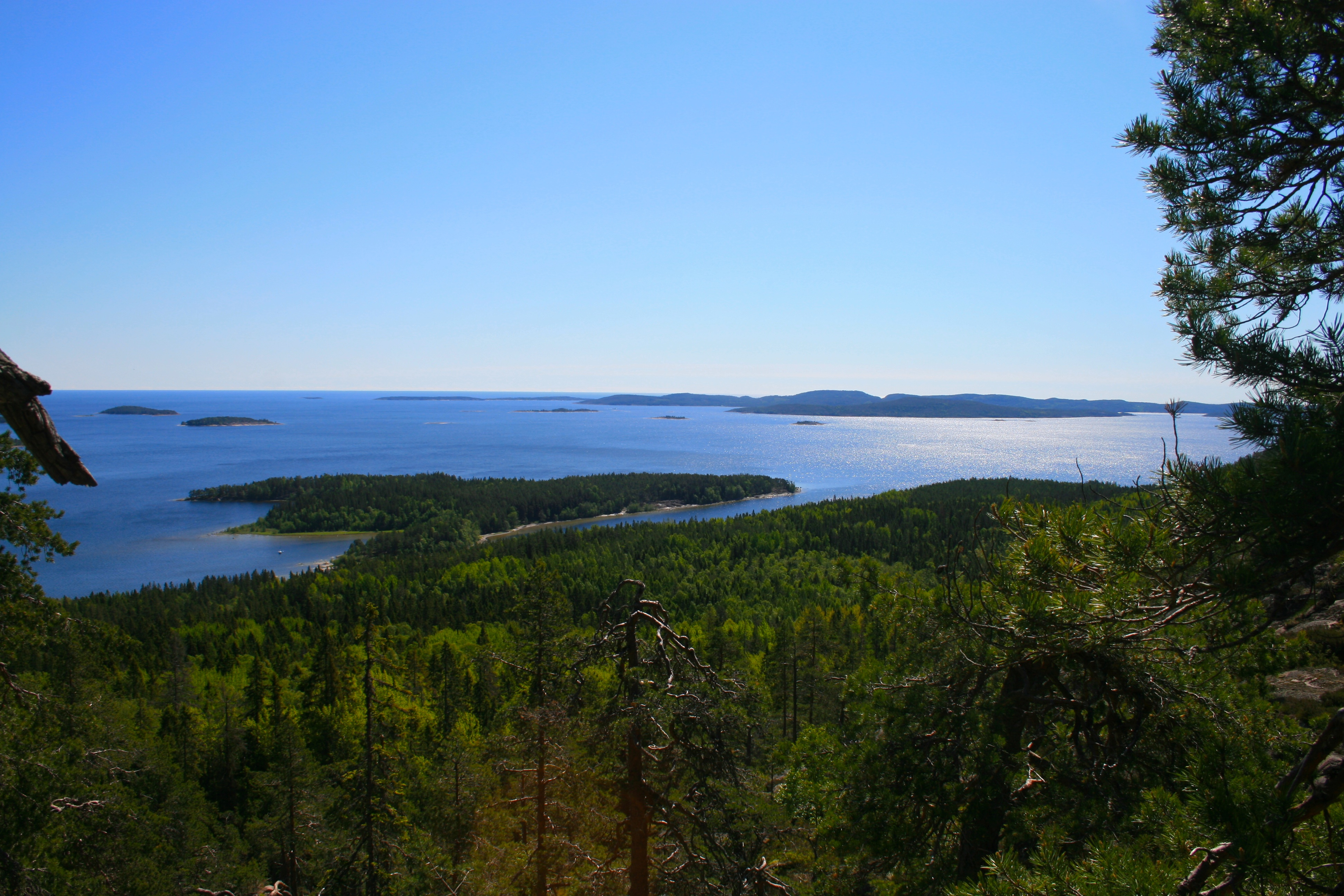
Les îles de Tärnättholmarna, au deuxième plan, sont en fait maintenant des presqu'îles.
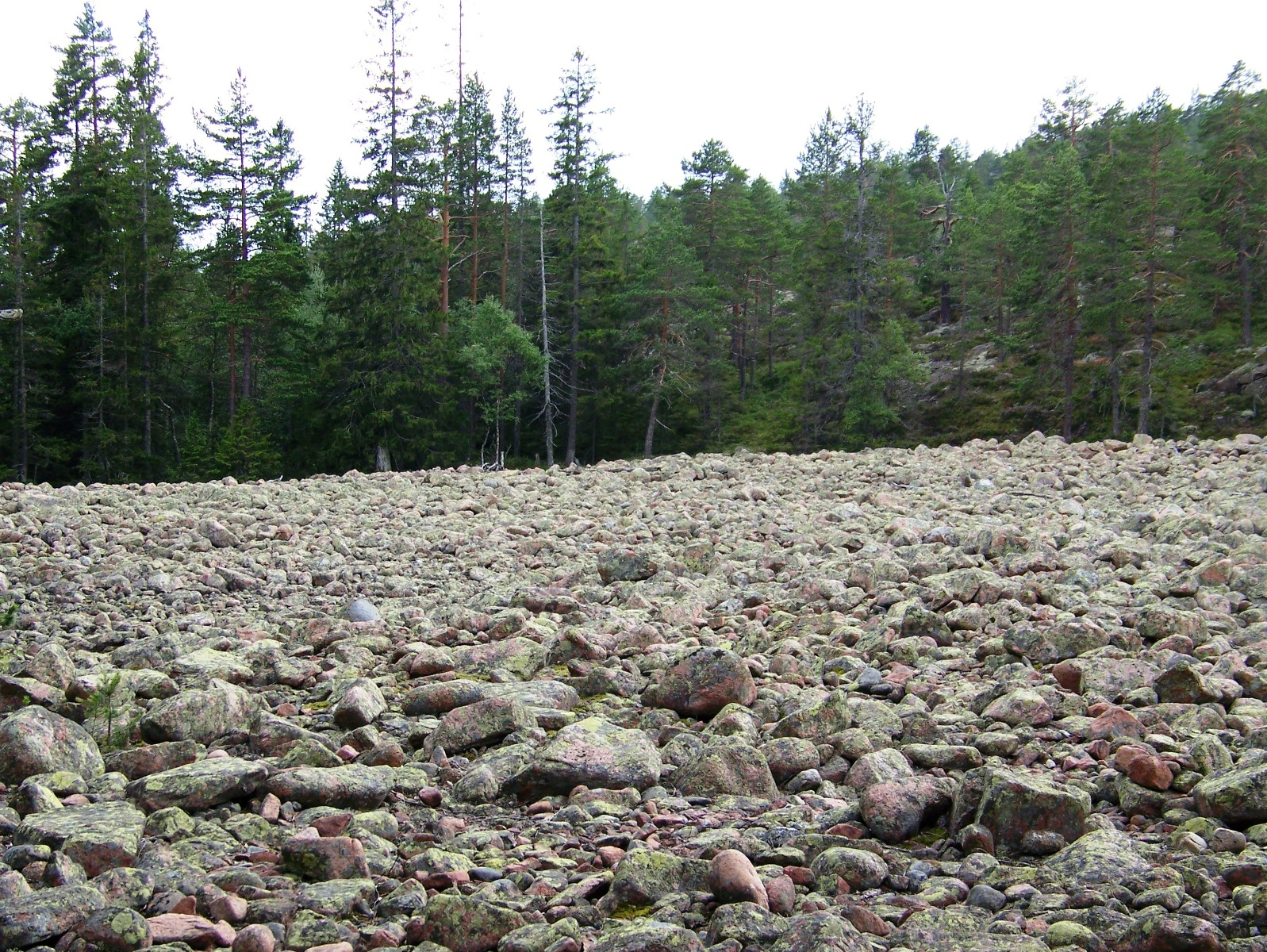
Amas de pierres polies par les vagues avant d'être totalement émergées par le rebond post-glaciaire.

## Milieu naturel

### Faune

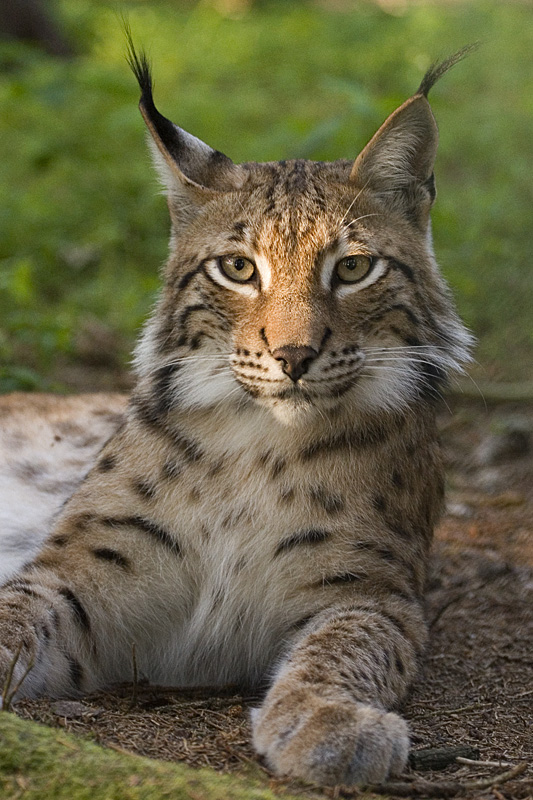
Lynx boréal

Le parc compte plusieurs espèces de mammifères caractéristiques du Nord du pays, dont en particulier le lynx boréal (Lynx lynx) et l'ours brun (Ursus arctos), considérés comme menacés dans le pays. Hormis ces deux espèces, on trouve le renard roux (Vulpes vulpes), le blaireau européen (Meles meles), la martre des pins (Martes martes), l'élan (Alces alces), le castor commun (Castor fiber), le phoque gris (Halichoerus grypus) et le rat musqué (Ondatra zibethicus). On trouve aussi des petits mammifères, tels que l'écureuil roux (Sciurus vulgaris), le vison d'Amérique (Neovison vison) et l'hermine (Mustela erminea). Le territoire des lynx est bien plus vaste que le parc lui-même et ce dernier ne protège donc pas efficacement ces animaux. De fait, la population de lynx dans la région décroît, probablement à cause de la fragmentation écopaysagère de la route européenne 4.
En ce qui concerne les oiseaux, plusieurs espèces sont aussi classées sur la liste rouge en Suède, telles que le mésangeai imitateur (Perisoreus infaustus), le pic tridactyle (Picoides tridactylus), le plongeon catmarin (Gavia stellata), la bondrée apivore (Pernis apivorus), la buse pattue (Buteo lagopus), le pouillot verdâtre (Phylloscopus trochiloides), le gobemouche nain (Ficedula parva), la pie-grièche écorcheur (Lanius collurio), le cassenoix moucheté (Nucifraga caryocatactes), le roselin cramoisi (Carpodacus erythrinus) et le bruant ortolan (Emberiza hortulana). Le parc compte en outre une importante population de pics cendrés (Picus canus), de grues cendrées (Grus grus), de hérons cendrés (Ardea cinerea), de troglodytes mignons (Troglodytes troglodytes), de torcols fourmiliers (Jynx torquilla) et de gélinottes des bois (Tetrastes bonasia).
Les rivières et lacs du parc sont relativement pauvres. Ils abritent essentiellement de la perche commune (Perca fluviatilis) et de la truite (Salmo trutta), mais le ruisseau Skravelbäcken abrite également de l'omble de fontaine (Salvelinus fontinalis). La mer, elle, accueille des bancs de harengs (Clupea harengus), mais aussi du grand brochet (Esox lucius), de la truite et de la perche, la mer Baltique ayant une faible salinité.
On connaît peu de choses sur les insectes du parc. Il serait pourtant la zone la plus riche en coléoptères du comté.

### Flore

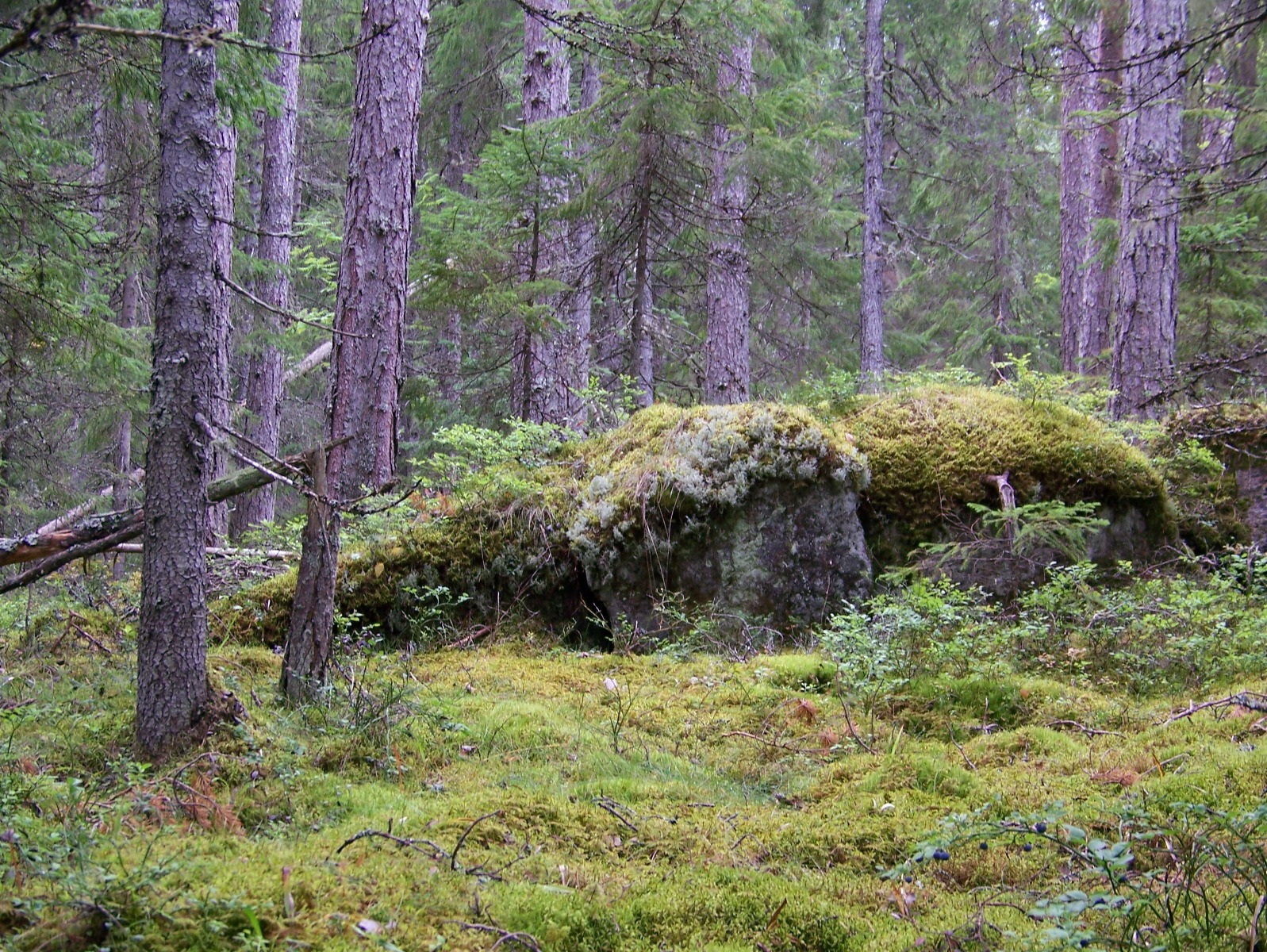
La forêt du parc

Skuleskogen est situé à la frontière septentrionale de l'aire de répartition de plusieurs espèces végétales. Ainsi, quelques feuillus sont présents dans le parc, tels que le tilleul à petites feuilles (Tilia cordata), le noisetier commun (Corylus avellana), la viorne obier (Viburnum opulus) et l'érable plane (Acer platanoides). La présence de ces espèces est considérée comme un reliquat d'une époque plus chaude que l'époque actuelle. Leur survie a été rendue possible par les conditions très particulières rencontrées au pied de certaines montagnes appelées Sydväxtberg (littéralement « montagne à végétation méridionale ») : l'orientation de la paroi rocheuse par rapport au soleil et l'humidité apportée par la montagne offrent un microclimat favorable qui, conjugué à un sol fertile, permet à des plantes qui ne poussent normalement pas à de si hautes latitudes de se développer.
Cependant, les forêts de feuillus ne couvrent que 42 ha, soit à peine plus de 1,4 % de la superficie du parc. Ainsi, la forêt est principalement une forêt de conifères, caractéristique de l'écorégion Taïga scandinave et russe. Cette forêt est principalement constituée d'épicéas communs (Picea abies), mais à la frontière avec les zones dénudées, l'espèce principale est le pin sylvestre (Pinus sylvestris). La domination de l'épicéa provient en partie du fait que les feux de forêts sont moins fréquents qu'auparavant : en effet, les bouleaux et le pin sylvestre sont les premières espèces à s'installer après un incendie. On estime que les incendies se produisaient naturellement tous les siècles, mais il n'y a pas eu d'incendie depuis 2 siècles, les hommes luttant activement contre leur propagation. L'âge maximal des arbres de la forêt est d'une centaine d'années, à l'exception de certains pins qui ont jusqu'à 500 ans, étant particulièrement inaccessible et donc épargnés par l'industrie forestière. Cependant, durant cette centaine d'années, la forêt a retrouvé en partie la richesse qui caractérise les forêts primaires.

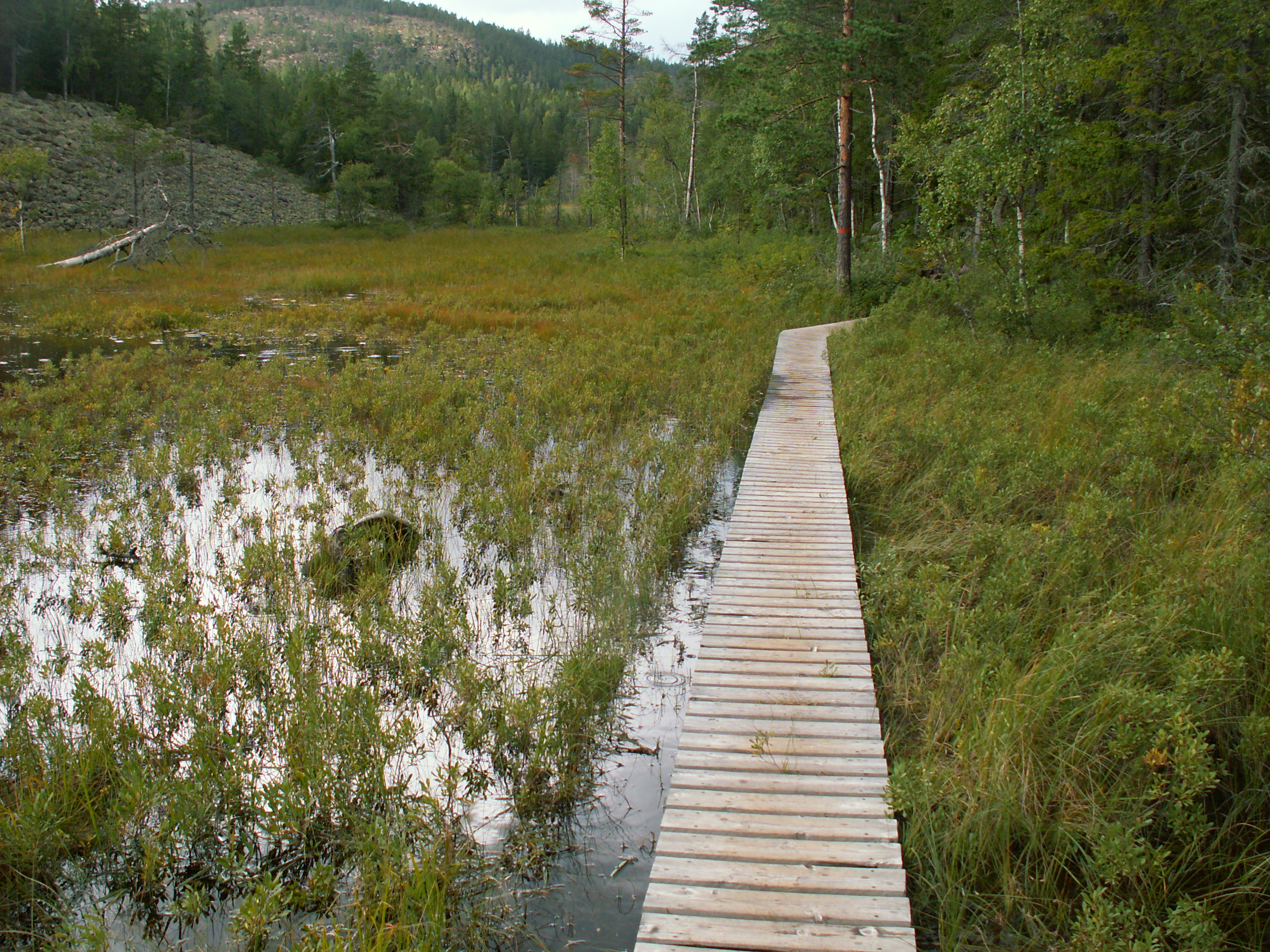
Une des zones humides du parc

Dans les forêts de conifères, on trouve plusieurs arbustes, dont les plus communs sont la myrtille (Vaccinium myrtillus), l'airelle rouge (Vaccinium vitis-idaea), le mélampyre des forêts (Melampyrum sylvaticum) et le solidage (Solidago virgaurea). Dans les sols les plus riches, on trouve des anémones hépatiques (Hepatica nobilis), la laitue des Alpes (Cicerbita alpina), la laitue des murailles (Mycelis muralis), ainsi que quelques espèces de fougères, telles que la fougère mâle (Dryopteris filix-mas) et la fougère femelle (Athyrium filix-femina).
Une grande partie du parc (36 %) est constituée de roches dénudées, constituant un maigre substrat pour la végétation. Les principaux arbres sont des pins nains qui n'ont pas été affectés par l'exploitation forestière et ont ainsi jusqu'à 500 ans. Hormis ces petits arbres, la végétation est avant tout buissonnante, avec de la bruyère callune (Calluna vulgaris), du genévrier commun (Juniperus communis) ou du raisin d'ours (Arctostaphylos uva-ursi). Ces zones comportent aussi un grand nombre d'espèces de mousses et de lichens.
Plusieurs mousses et lichens du parc sont considérés comme menacés en Suède, dont en particulier Dolichousnea longissima, qui est maintenant le symbole du parc.

## Histoire

### Protohistoire

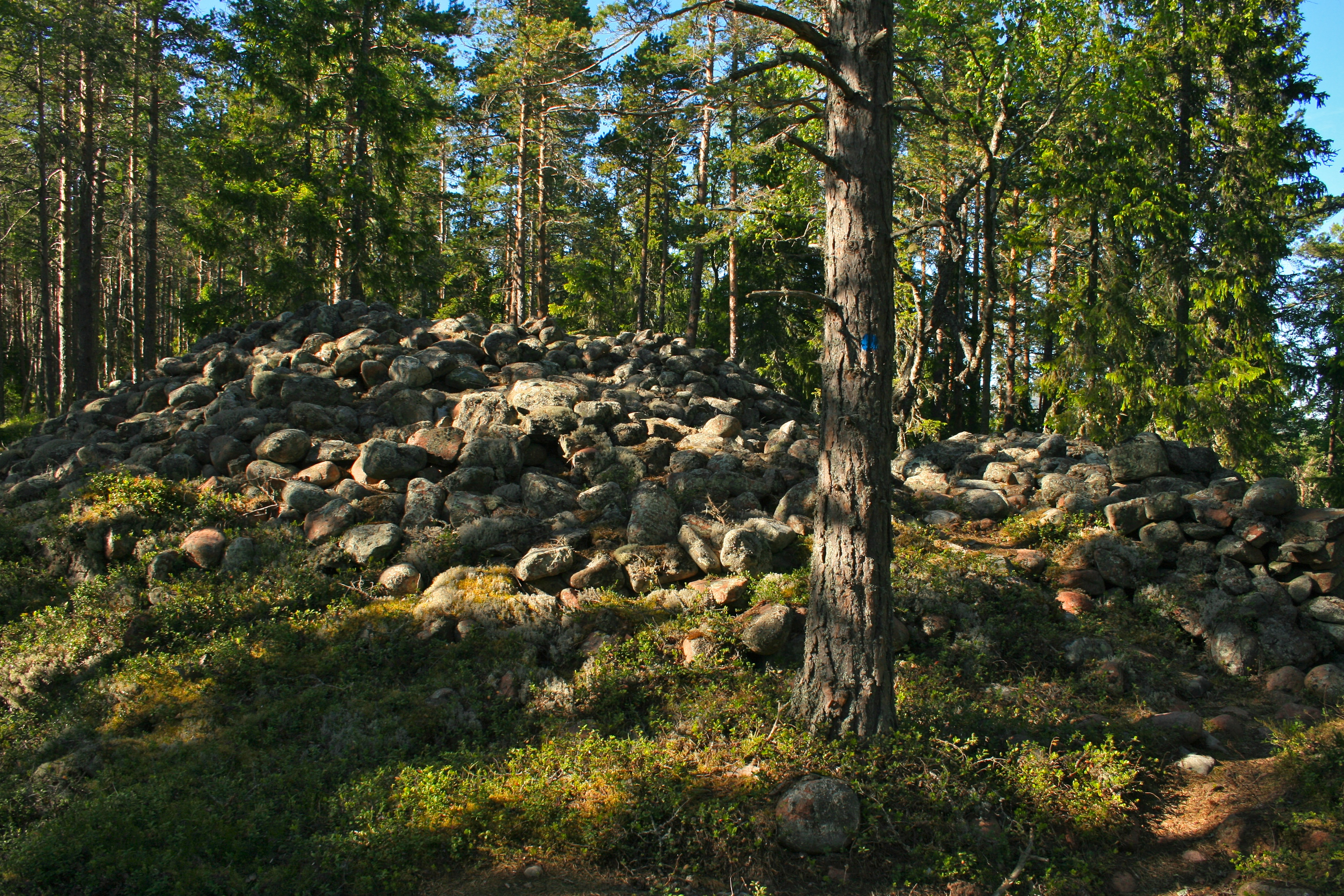
Cairn de l'âge de bronze dans le parc près de Näskebodarna

Du fait de la topographie et de la nature du terrain, la zone ne se prêtait pas à l'occupation humaine et aucune trace d'habitat permanent n'a été trouvée dans le parc. Des traces d'habitations datant de l'âge de la pierre furent trouvées à 10 km au nord-ouest du parc, au niveau de Bjästamon. Ces habitations se sont probablement maintenues jusqu'à l'âge du bronze. Durant l'âge du bronze, de nombreux cairns funéraires furent disposés le long de la côte de l'époque : on en trouve 28 dans l'enceinte du parc, ainsi que deux monuments mégalithiques. Plusieurs de ces cairns, souvent circulaires, présentent en leur centre une ciste rectangulaire. Tous ces monuments sont maintenant à 35-40 m au-dessus du niveau actuel de la mer. Juste au sud-ouest de Näskebodarna, une dizaine de ces cairns, dont certains relativement imposants, sont rassemblés en une sorte de cimetière ; la raison de ce rassemblement est inconnue : il s'agissait probablement de marquer le territoire ou de montrer la voie vers le village, probablement situé dans les baies au nord ou au sud du parc. On pense en effet qu'à cette époque, la navigation était déjà développée et la mer était une ressource essentielle pour les populations.
Aucune trace datant de l'âge du fer n'a été découverte.

### Exploitation du parc

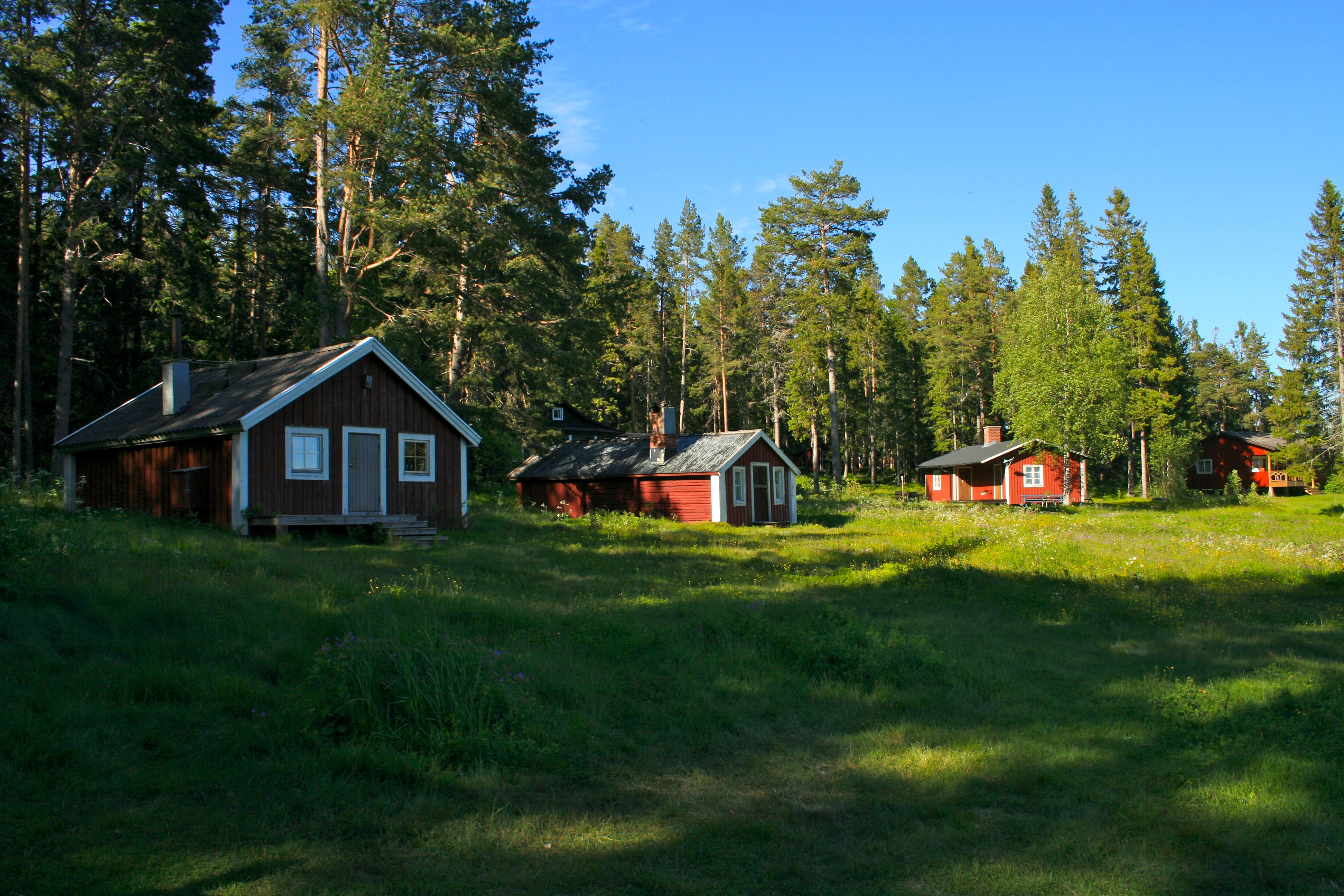
L'ancien rassemblement d'estive de Näskebodarna

La forêt de Skuleskogen a de tout temps constitué une barrière topographique. Par exemple, elle aurait peut-être été la frontière septentrionale du royaume de Svealand avant l'an 1000, et, par la suite, frontière des communes et paroisses. Les villages de part et d'autre avaient des contacts très limités et, du fait du faible potentiel agricole, il n'y eut aucun habitat permanent dans la forêt. La forêt était cependant traversée par un chemin, qui prit plus tard le nom de Kustlandsvägen et qui correspond à peu près au tracé de l'actuelle route européenne 4. Ce chemin constitua longtemps la seule voie vers le Nord du pays. La zone était alors propriété de la couronne, qui décidait qui pouvait utiliser la forêt comme pâture ou exploiter son bois. Au XVIIe siècle, contrairement à de nombreuses forêts du Nord de la Suède appartenant à la couronne, Skuleskogen ne vit pas la colonisation des Finlandais des forêts et ne subit donc pas la culture sur brûlis. La forêt fut donc utilisée pour la pâture estivale (transhumance), ainsi que la fenaison des marais, quoique de façon très localisée. Ainsi, dans l'actuel parc national se trouvaient quatre chalets d'estive, trois ayant subsisté jusqu'au tournant du XXe siècle, tandis que le dernier (Näskebodarna) est resté en activité jusqu'à la fin de la Seconde Guerre mondiale. Ce dernier est maintenant utilisé, tout comme les chemins de l'époque, pour le tourisme. La forêt devait être plus ouverte à cette époque que de nos jours.
En parallèle, il semblerait que les Samis des montagnes aient utilisé la zone comme pâturage hivernal pour leurs rennes jusqu'en 1919. Ils passaient l'été dans les montagnes du Jämtland et venaient sur la côte entre novembre et avril.
Après la grande guerre du Nord, au début du XVIIIe siècle, la Suède encouragea la fondation de villages sur les terres lui appartenant par des exemptions de taxes. Quelques villages isolés se créèrent alors dans la forêt de Skuleskogen, mais pas dans l'actuel parc. Jusqu'au milieu du XVIIIe siècle, l'exploitation de la forêt était circonscrite aux alentours des villages et n'affecta donc que marginalement la forêt du parc. Mais cela changea à cette époque, l'État prenant une part active à l'exploitation de la forêt. Cette exploitation devint la principale activité dans le parc. En quelques années, une dizaine de scieries, dont une scierie à vapeur, fut construite à proximité immédiate du parc. Les scieries mues par l'eau des moulins avaient en général une plus faible capacité et ne fonctionnaient qu'à certaines périodes de l'année. Le nombre de scieries à vapeur augmenta donc par la suite. Initialement, seuls les arbres dont le tronc avait un diamètre supérieur à une valeur fixée pouvaient être coupés, mais, au fur et à mesure, ces règles changèrent et, en fin de compte, tous les arbres purent être coupés. L'exploitation ralentit fortement au tournant du siècle, laissant la forêt se régénérer. Environ 15 % de la forêt fut affectée par une nouvelle période d'exploitation avant la protection de la zone. Les arbres les plus vieux de la forêt datent donc du début du XXe siècle.

### Protection de la zone

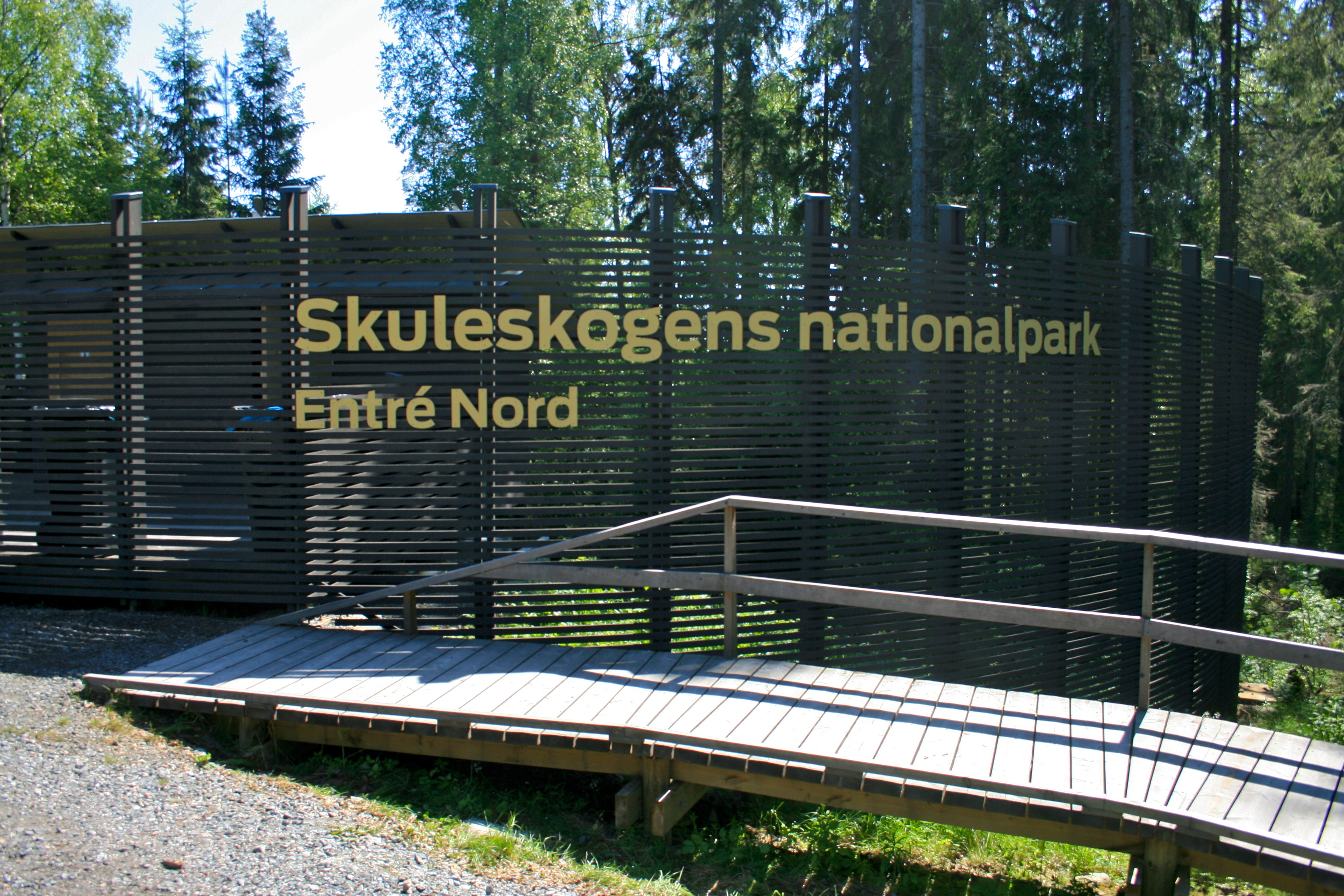
L'entrée nord du parc national, ouverte en 2010.

Lors d'un grand inventaire des milieux naturels du comté au milieu des années 1960, Skuleskogen fut remarqué pour la grande valeur de ses milieux. Ainsi, en 1968, il fut décidé de protéger une partie du massif. En 1971, le plan d'aménagement du territoire de Suède aboutit à ce que la Haute Côte soit classée comme zone d'intérêt national, puis, en 1974, une partie de la zone fut classée réserve naturelle temporaire. Cependant, des conflits apparurent entre les propriétaires des terres et les autorités de protection de la nature, ces dernières considérant qu'aucune exploitation de la forêt ne pouvait être pratiquée et que la zone devait être classée parc national. Le terrain devait donc être acheté par l'État, mais les propriétaires n'acceptèrent qu'à condition de recevoir une superficie de forêt équivalente à proximité. Or, la société NCB, qui possédait environ 70 % de la surface, était en grande difficulté financière et devait donc vendre ses terres ; l'État put alors acheter les terres dans le parc proposé, ainsi qu'un peu aux alentours, pour dédommager les autres propriétaires du parc. Le comté suggéra alors en 1978 la création du parc national à Naturvårdsverket qui transmit la proposition l'année suivante au gouvernement. La décision ne fut cependant pas prise, car certaines parties du parc proposé étaient encore privées. La zone fut donc classée seulement réserve naturelle en 1979.
La création d'un parc national eut finalement lieu en mai 1984. Le motif officiel de la création du parc est de « préserver un paysage côtier fortement découpé de forêts, de terrains rocheux et de vallées de fractures dans un état intact, où la faune et la flore peuvent se développer librement ». Les négociations pour l'achat du terrain n'étaient pas encore achevées avec certains propriétaires et les terres concernées restèrent donc protégées comme réserve naturelle. Une zone au nord-ouest du parc lui fut ajoutée en 1991, lorsqu'il fut découvert qu'une espèce de lichen menacée (Dolichousnea longissima) s'y trouvait. En 1996, la zone fut incluse dans le réseau Natura 2000, et, en 2000, le parc fut pour beaucoup dans l'inscription du site de Haute Côte sur la liste du patrimoine mondial de l'UNESCO. Ce site classé fut étendu par l'UNESCO en 2006 par l'inclusion de l'archipel finlandais de Kvarken, la zone étant dorénavant nommée Archipel de Kvarken/Haute Côte. En 2009, le parc fut de nouveau agrandi par l'ajout au nord-ouest et au sud de terrains de la réserve naturelle de Skuleskogen.

## Gestion et administration

Logo du parc national, avec la crevasse Slåttdalskrevan et le lichen Dolichousnea longissima.

Comme pour la plupart des parcs nationaux de Suède, la gestion et l'administration sont divisées entre l'agence suédoise de protection de l'environnement (Naturvårdsverket) et le conseil d'administration des comtés (Länsstyrelse). Naturvårdsverket est chargé de la proposition des nouveaux parcs nationaux, sur consultation des conseils d'administration des comtés et des communes, et la création est entérinée par un vote du Parlement. Le terrain est ensuite acheté par l'État, par l'intermédiaire de Naturvårdsverket. La gestion du parc est ensuite assurée principalement par le comté, c'est-à-dire le conseil d'administration du comté de Västernorrland pour le parc de Skuleskogen.
Le parc est divisé en trois zones, ayant chacune sa vocation, afin de concilier la protection du parc et l'accueil des touristes. La majeure partie (65 %) du parc est classée en zone I, c'est-à-dire en zone de faible activité : cet espace est le cœur du parc et ne présente que très peu d'infrastructures touristiques, la nature devant rester intacte. Le tiers oriental du parc est classé en zone II, ou zone de forte activité. C'est dans cette zone que se trouvent la plupart des sentiers et des chalets, ainsi que les sites les plus populaires. Enfin, une toute petite partie (150 ha) est classée en zone III, à proximité immédiate des entrées. Cette zone peut accueillir un grand nombre de visiteurs avant de les canaliser vers les principaux sentiers.

## Tourisme

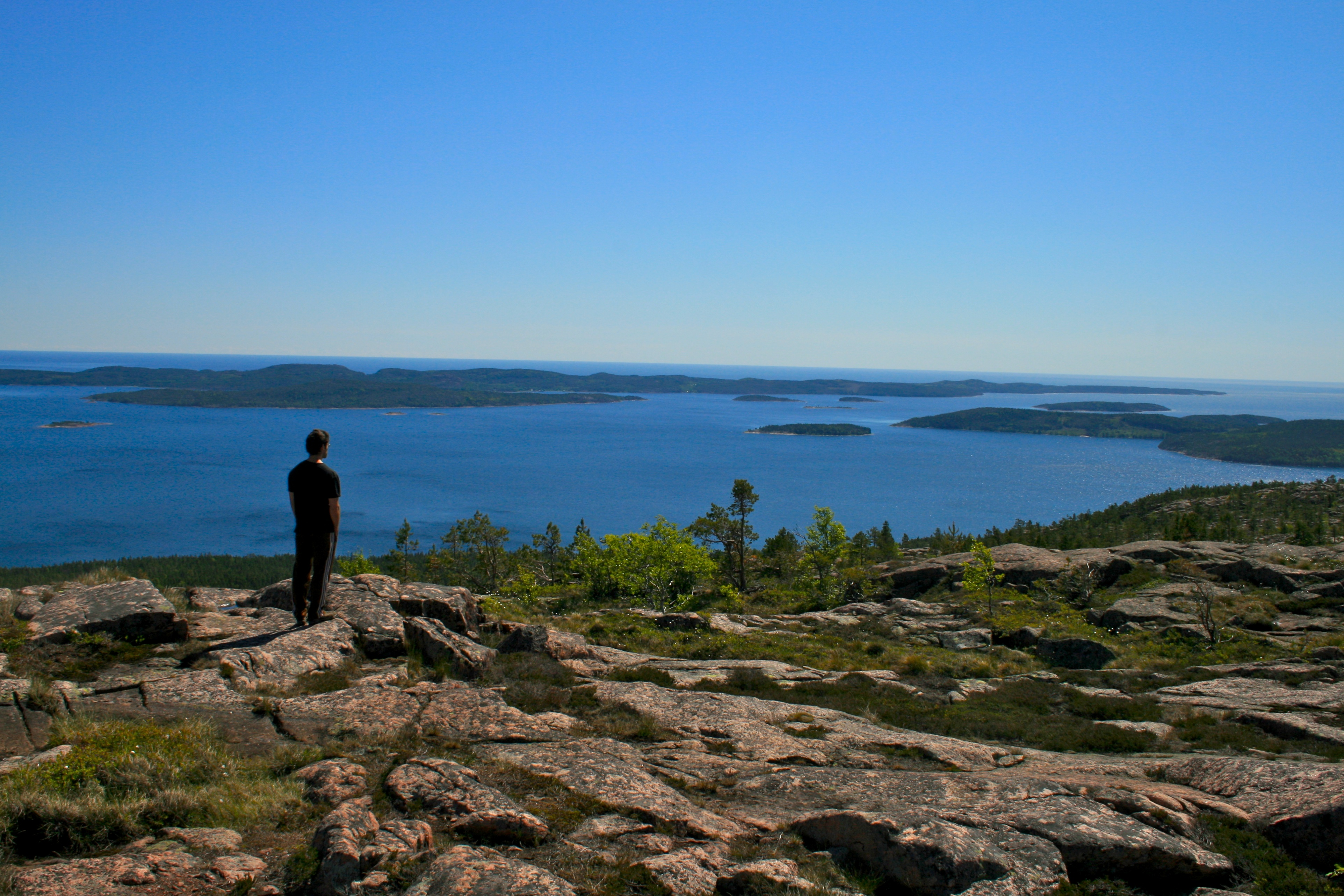
Vue de l'archipel depuis Slåttdalsberget

Le parc est très accessible et sa présence au cœur du site de la Haute Côte, inscrit au patrimoine mondial de l'UNESCO, lui vaut la venue de 20 000 visiteurs par an, ce qui est relativement important, compte tenu de sa situation dans le Norrland.
Le parc dispose de trois entrées au nord, au sud et à l'ouest, l'entrée nord étant la principale. Les trois entrées sont proches de la route européenne 4, qui est la route principale du Nord de la Suède, traversant le pays de part en part. Près des entrées se trouvent des parcs de stationnement et des panneaux d'information sur le parc. Il est possible de passer la nuit dans le parc dans un des cinq refuges (Norrsvedjebodarna, Tärnettvattnen, Tärnettholmarna, Tärnettsundet et Näskebodarna) qui étaient des habitations privées avant la fondation du parc. Il est aussi possible de camper sur les terrains prévus à cet effet.
Le parc est parcouru de plusieurs sentiers de randonnée, surtout dans le tiers est du parc. En particulier, le sentier de grande randonnée Höga Kustenleden (le sentier de la Haute Côte) traverse le parc du nord au sud sur 8,7 km. Ce sentier peut d'ailleurs constituer un moyen d'accéder au parc depuis les villages de Docksta ou Bjästa, eux-mêmes desservis par le réseau de transport public. Outre la randonnée, il est aussi possible de découvrir le parc à ski en hiver et son relief permet même de pratiquer le ski alpin. Il est aussi possible de pratiquer le kayak le long de la côte et de se baigner, en particulier près des plages sableuses de Tärnättholmarna ou dans la lagune de Salsviken au nord, où l'eau peut atteindre des températures plus élevées. Le vélo est autorisé sur le sentier longeant la côte.
Le site le plus visité du parc est probablement la crevasse de Slåttdalsskrevan, mais la vue sur l'archipel depuis le sommet de Slåttdalsberget, à proximité, ainsi que les cairns funéraires de l'âge de bronze, sont aussi appréciés.

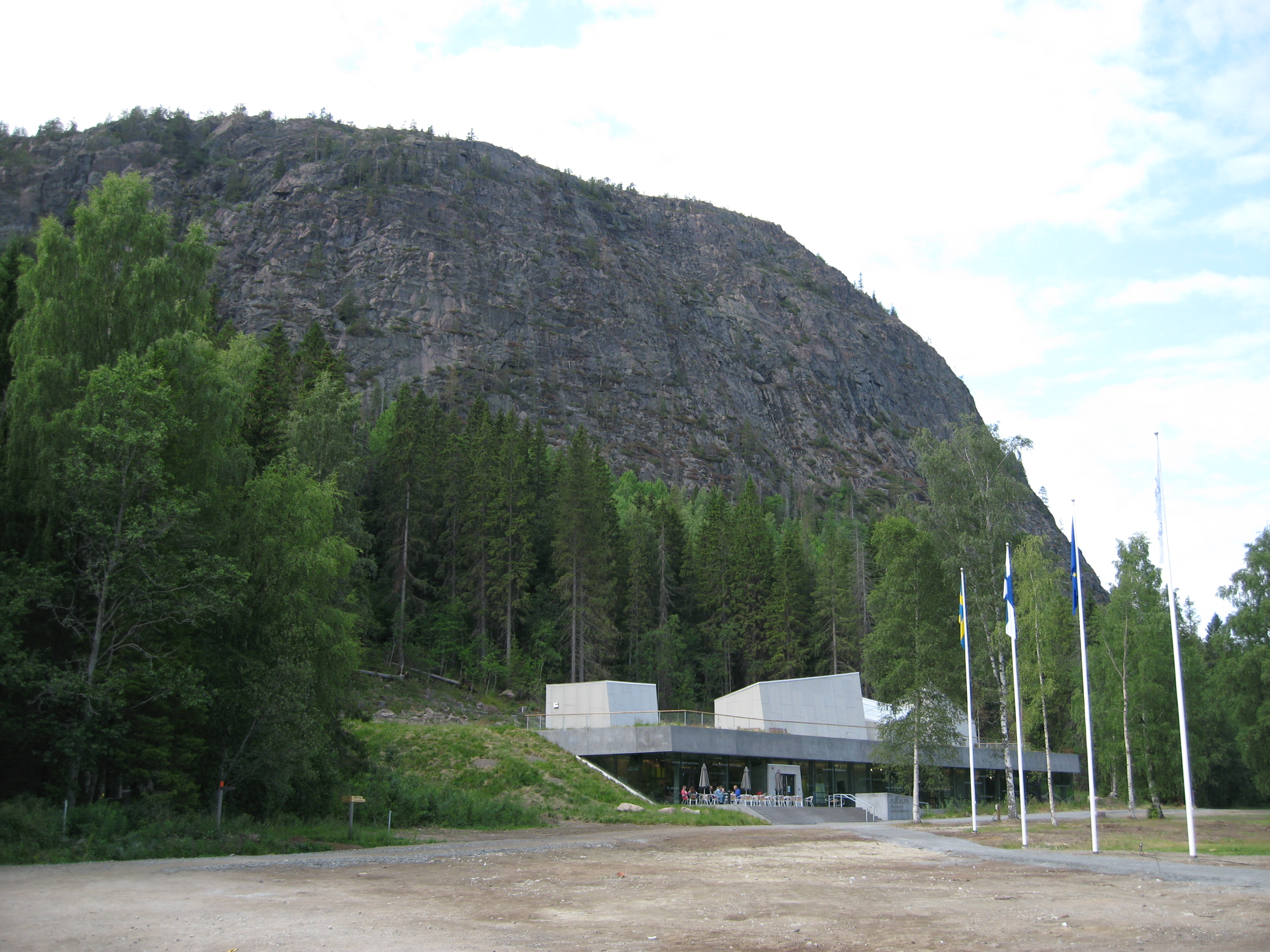
Le naturum Höga kusten abrite des expositions permettant de comprendre la nature particulière de la Haute Côte.
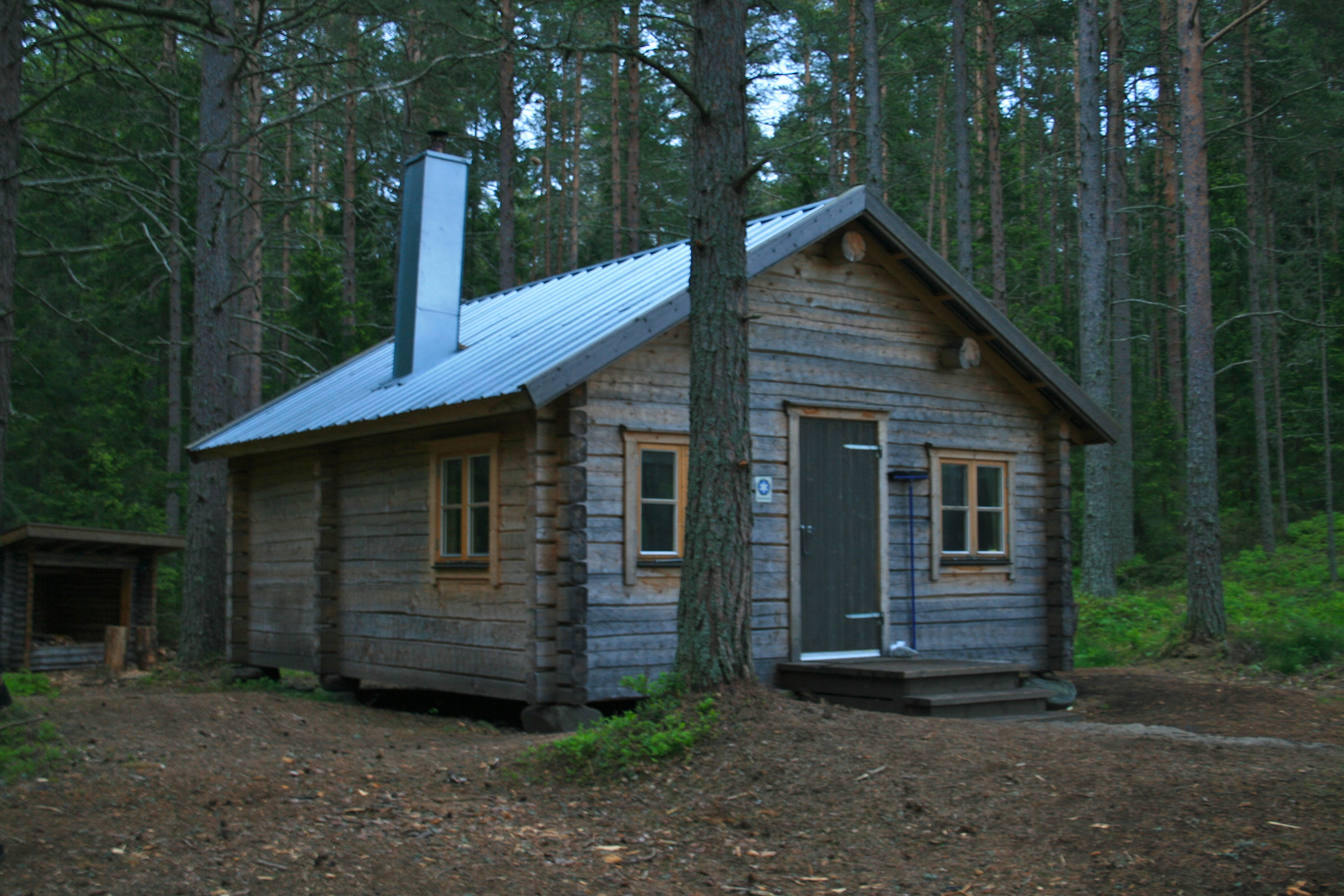
Le chalet de Tärnättholmarna.
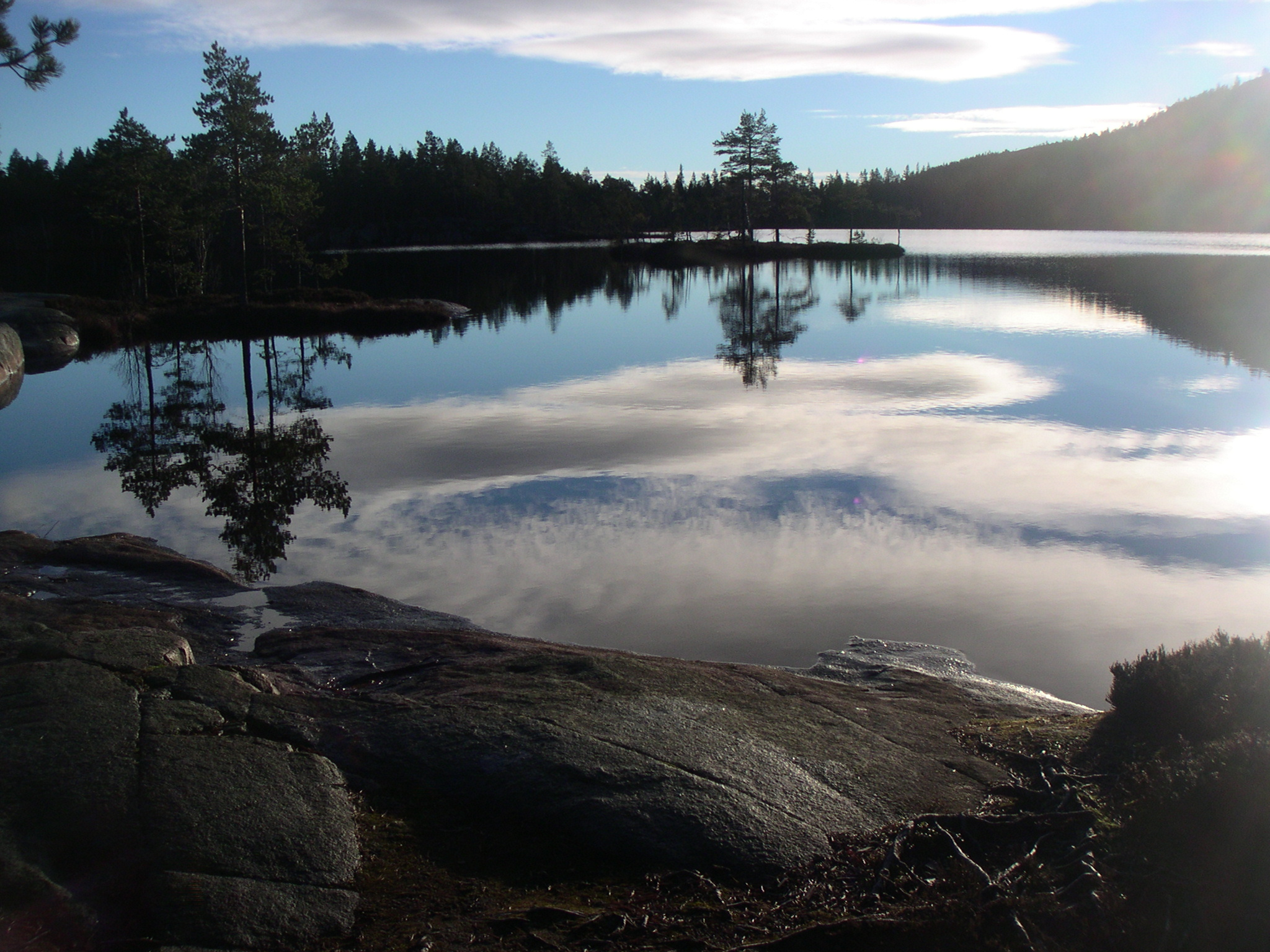
Tärnetvattnen

## Skuleskogen dans la culture populaire
Skuleskogen est un site central du roman Les brigands de la forêt de Skule (titre original Rövarna i Skuleskogen) de Kerstin Ekman. Le livre raconte l'histoire de Skord, un troll d'apparence humaine, originaire de la forêt de Skuleskogen. Sa curiosité envers les humains l'entraînera dans de nombreuses aventures à travers les âges, car il est immortel. Le titre fait référence à une légende locale, selon laquelle des brigands arrivèrent dans les environs au VIIe siècle, mais furent rejetés par les villageois des environs. Ils durent se réfugier dans la grotte Skulegrottan non loin du parc. Ces brigands commirent de nombreux méfaits, s'attaquant à ceux qui traversaient la forêt. Ils finirent par se faire abuser par un jeune paysan, qui réussit à entrer dans leur groupe en se disant rejeté lui aussi par les villageois.
Slåttdalskrevan servit aussi de décor en 1984 dans le film Ronya, fille de brigand, adaptation du roman pour enfant éponyme d'Astrid Lindgren.